# Volume modal
Le volume modal d'une cavité correspond à l'extension du champ électromagnétique au sein de la cavité.
Il se définit par l'équation suivante :
{\displaystyle V_{m}=\iiint _{V}P(r),dV} où P(r) est l'énergie électromagnétique à une position r de l'espace.
Soit en termes de champ électrique:
{\displaystyle V_{m}={\frac {\iiint _{V}\epsilon E^{2}}{max(\epsilon E^{2})}}\,dV}
Le volume V est infini mais dans la pratique on peut se contenter de faire l'intégration sur un volume fini où le champ s'annule. Il s'agit du module des champs qui sont considérés.
Cette quantité permet de quantifier l'extension du mode qui résonne et donne une information sur le confinement du champ.
À la résonance, nous avons :
{\displaystyle \iiint _{V}\epsilon E^{2}\,dV=\iiint _{V}\mu H^{2}\,dV}
Donc la même équation peut aussi s'écrire en H de la façon suivante :
{\displaystyle V_{m}={\frac {\iiint _{V}\mu H^{2}}{max(\mu H^{2})}}\,dV}